# Чухліб Тамара Василівна
Тамара Василівна Чухліб (нар. 11 грудня 1938, село Кустолове, тепер Новосанжарського району Полтавської області) — українська радянська діячка, пресувальниця Слов'янського керамічного комбінату Донецької області. Депутат Верховної Ради УРСР 8—9-го скликань.

## Біографія
Освіта середня спеціальна. У 1955 році закінчила школу фабрично-заводського навчання.
З 1955 року — пресувальниця Слов'янського керамічного комбінату Донецької області.
Потім — на пенсії у місті Слов'янську Донецької області.

## Нагороди
- ордени
- медалі